# Pandava (geslacht)
Pandava is een geslacht van spinnen uit de familie rotskaardespinnen.

## Soorten
- Pandava hunanensis Yin & Bao, 2001
- Pandava laminata (Thorell, 1878)